# Maharana Pratap
Pratap Singh I (luisterⓘ) (9 mei 1540 - 19 januari 1597), in de volksmond bekend als Maharana Pratap, was de 13e koning van Mewar, een regio in het noordwesten van India in de huidige staat Rajasthan. Hij kreeg de titel "Mewari Rana" en is bekend vanwege zijn verzet tegen Mughal-keizer Akbar tot aan zijn dood in het jaar 1597.

## Geboorte en kindertijd
Maharana Pratap werd geboren in een hindoeïstische Rajput-familie. Hij werd geboren om Udai Singh II en Jaiwanta Bai. Zijn jongere broers waren Shakti Singh, Vikram Singh en Jagmal Singh. Pratap had ook 2 stiefzusters: Chand Kanwar en Man Kanwar. Hij was getrouwd met Ajabde Punwar van Bijolia en hij was met 10 andere vrouwen getrouwd en werd overleefd door 17 kinderen, waaronder Amar Singh I. Hij behoorde tot de koninklijke familie van Mewar.
Maharana Pratap trouwde met 11 vrouwen en kreeg 17 kinderen.
| nr. | vrouw                | kinderen                                   |
| --- | -------------------- | ------------------------------------------ |
| 1   | Ajabde Punwar        | Shakti Singh, Bhagwan Das                  |
| 2   | Amarbai Rathore      | Natha Kanwar                               |
| 3   | Shemati Bai Hada     | Pura Singh                                 |
| 4   | Alamdebai Chauhan    | Jaswant Singh                              |
| 5   | Ratnavati Bai Parmar | Mal Kanwar, Gaja Singh, Klingu Singh       |
| 6   | Lakhabai             | Raibhana                                   |
| 7   | Jasobai Chauhan      | Kalyandas Singh                            |
| 8   | Champabai Janthi     | Kalla Singh, Sanwaldas Singh, Durjan Singh |
| 9   | Solankhinipur Bai    | Sasha, Gopal Singh                         |
| 10  | Phulbai Rathore      | Chanda Kanwar, Shikha Kanwar               |
| 11  | Khichar Ashabai      | Hathi, Ram Singh                           |

## Regeren op de troon
Na de dood van Udai Singh in 1572 wilde Rani Dheer Bai dat haar zoon Jagmal hem zou opvolgen, maar oudere hovelingen gaven de voorkeur aan dat Pratap, als oudste zoon. Het verlangen van de edelen had de overhand. Udai Singh stierf in 1572, en Prins Pratap besteeg de troon als Maharana Pratap, de 54ste heerser van Mewar in de lijn van de Sisodia Rajputs. Jagmal zwoer wraak en vertrok naar Ajmer, om zich bij de legers van Akbar aan te sluiten, en kreeg in ruil voor zijn hulp een jagir - de stad Jahazpur.

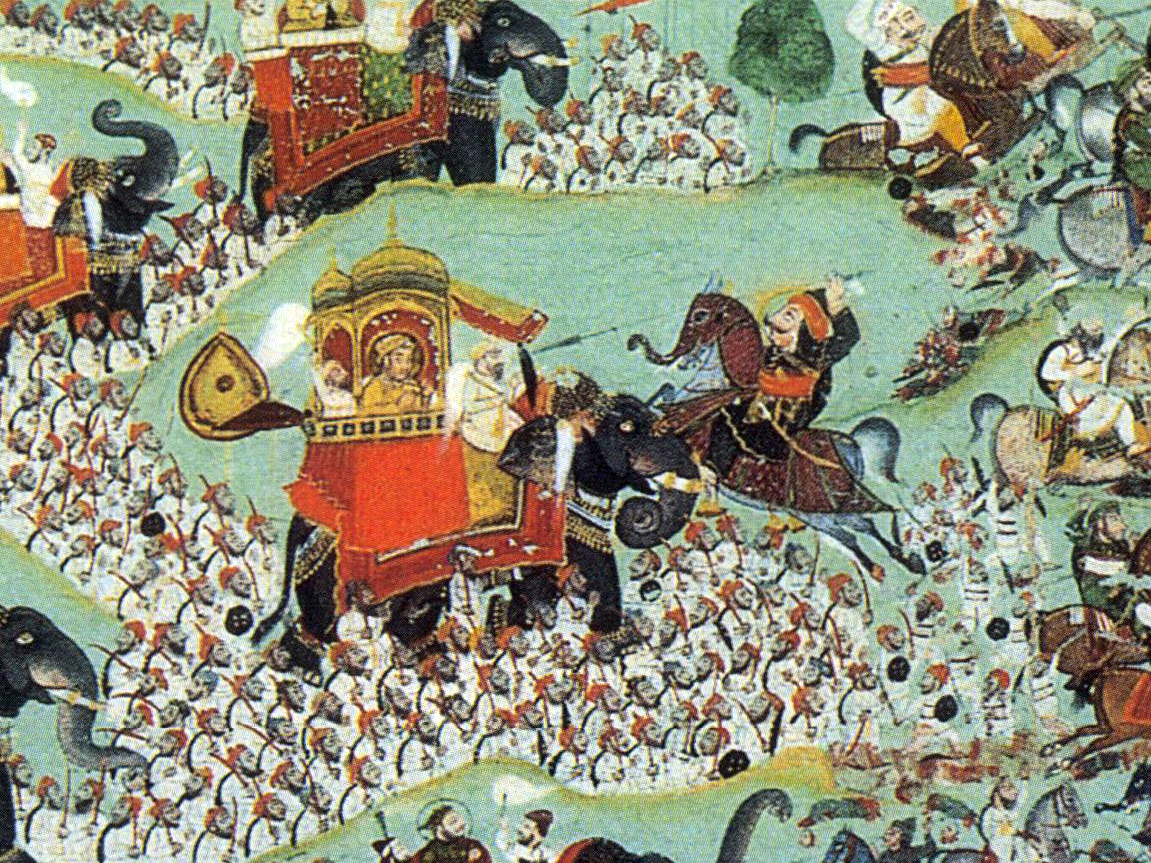
Slag bij Haldighati.

## Strijd en herovering

### Slag bij Haldighati
De slag bij Haldighati werd op 18 juni 1576 uitgevochten tussen Pratap Singh en de strijdkrachten van Akbar onder leiding van Man Singh I van Amer. De Mughals wonnen en brachten aanzienlijke verliezen toe aan de Mewaris, maar slaagden er niet in de Maharana gevangen te nemen. De plaats van de strijd was een smalle bergpas bij Haldighati nabij Gogunda, het huidige Rajsamand in Rajasthan. Pratap Singh stelde een leger van ongeveer 3.000 cavaleristen en 400 Bhil-boogschutters op. De Mughals werden geleid door Man Singh van Amber, die het bevel voerde over een leger van 5.000 à 10.000 man. Na een felle strijd die meer dan zes uur duurde, raakte de Maharana gewond en was de dag verloren. Hij wist naar de heuvels te ontsnappen.
Haldighati was een vergeefse overwinning voor de Mughals, omdat ze Pratap Singh of een van zijn naaste familieleden in Udaipur niet konden gevangen nemen. Zodra de focus van het Mughalrijk naar het noordwesten verschoof, kwamen Pratap en zijn leger uit hun schuilplaats en heroverden de westelijke regio's.

### Herovering

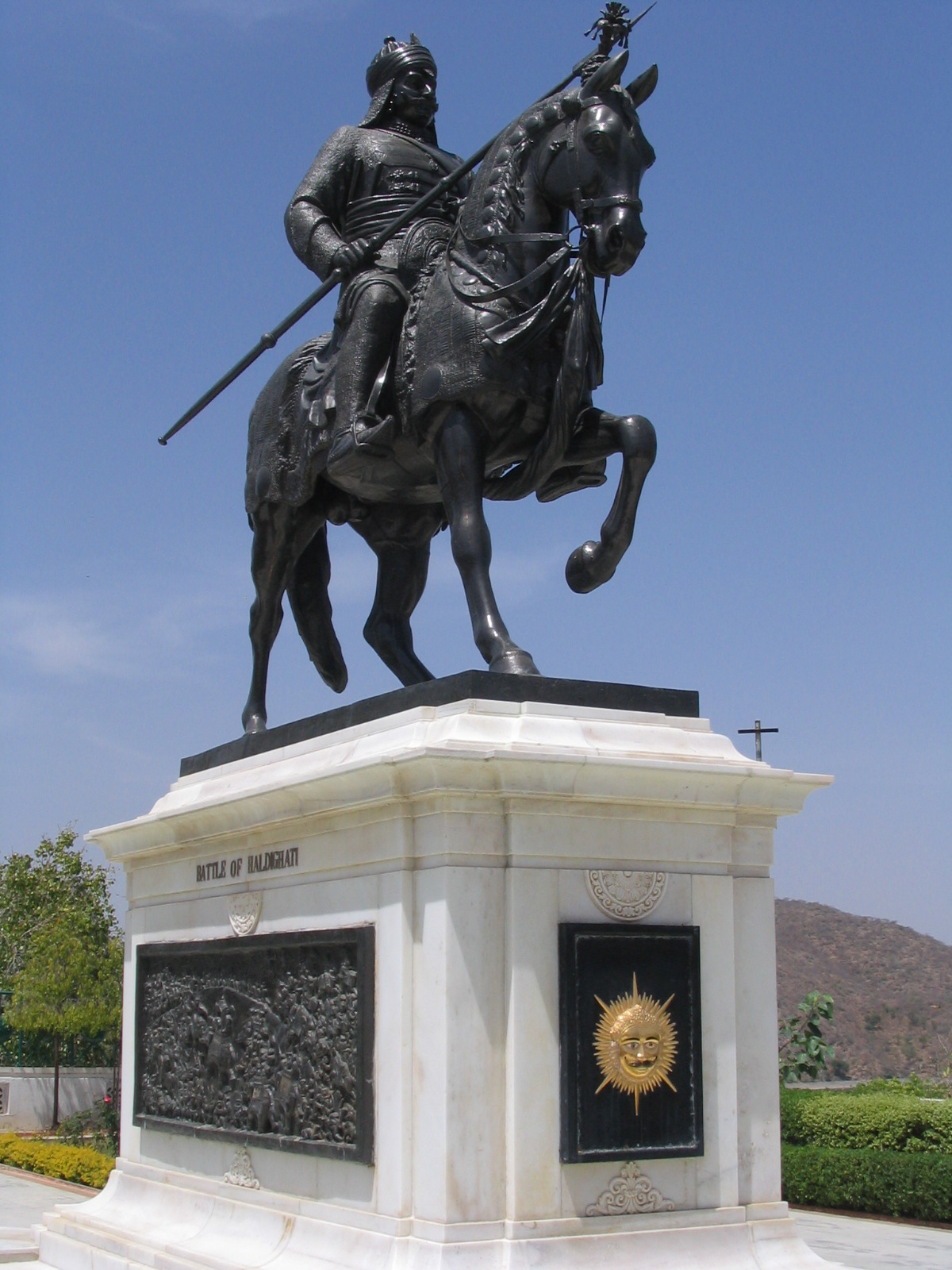
Standbeeld van Maharana Pratap.

De druk van de Mughal op Mewar verminderde na 1579 na opstanden in Bengalen en Bihar en Mirza Hakims inval in Punjab. In 1582 viel Pratap Singh aan en bezette de Mughalpost in Dewair (of Dawer). Dit leidde tot de automatische liquidatie van alle 36 militaire buitenposten van de Mughal in Mewar. Na deze nederlaag stopte Akbar zijn militaire campagnes tegen Mewar. De overwinning in Dewair was een bekroning voor de strijd van de Maharana; James Tod omschreef het als de "Marathon van Mewar". In 1585 verhuisde Akbar naar Lahore en bleef daar de volgende twaalf jaar om de situatie in het noordwesten te observeren. In deze periode werd geen grote Mughalexpeditie naar Mewar gestuurd. Pratap profiteerde van de situatie en herstelde West-Mewar, waaronder Kumbhalgarh, Udaipur en Gogunda. Tijdens deze periode bouwde hij ook een nieuwe hoofdstad, Chavand, nabij het moderne Dungarpur.

## Dood
Naar verluidt stierf Pratap aan verwondingen opgelopen bij een jachtongeval, in Chavand op 19 januari 1597, 56 jaar oud. Hij werd opgevolgd door zijn oudste zoon Amar Singh I. Op zijn sterfbed droeg Pratap zijn zoon op zich nooit aan de Mughals te onderwerpen en om Chittor terug te winnen.

## Nalatenschap
Er zijn veel plaatsen naar hem vernoemd en hij is vaak in films en televisieseries opgevoerd als een toonbeeld van moed en elegantie. Hij stond erom bekend guerrillatechnieken te ontwikkelen en geldt als de enige Rajput-heerser die weigerde te buigen voor de legers van Akbar en de Mughal. Hij leefde in het bos met zijn leger en naast Rajput-krijgers bestond zijn leger uit krijgers van elke kaste en religie, waaronder Bhil-mensen en moslims, waaronder zijn Afghaanse, Pathaanse legerleider Hakim Khan Sur. Hij wordt beschouwd als de dapperste en beste Rajput-koning in de geschiedenis van India.